# Baldwin Park (Missouri)
Baldwin Park – wieś w Stanach Zjednoczonych, w stanie Missouri, w hrabstwie Cass.